# Liste der Bodendenkmäler in Maxhütte-Haidhof
Auf dieser Seite sind die Bodendenkmäler in der Oberpfälzer Gemeinde Maxhütte-Haidhof zusammengestellt. Diese Tabelle ist eine Teilliste der Liste der Bodendenkmäler in Bayern. Grundlage ist die Bayerische Denkmalliste, die auf Basis des Bayerischen Denkmalschutzgesetzes vom 1. Oktober 1973 erstmals erstellt wurde und seither durch das Bayerische Landesamt für Denkmalpflege geführt wird. Die folgenden Angaben ersetzen nicht die rechtsverbindliche Auskunft der Denkmalschutzbehörde.

## Bodendenkmäler der Gemeinde Maxhütte-Haidhof

### Gemarkung Leonberg
| Lage                | Objekt | Akten-Nr.     | Bild |
| ------------------- | --- | ------------- | ---- |
| Leonberg (Standort) | Mesolithische Freilandstation, neolithische Siedlung. | D-3-6838-0037 |      |
| Leonberg (Standort) | Vorgeschichtlicher Bestattungsplatz mit verebneten Grabhügeln, endpaläolithische/mesolithische Freilandstation, Siedlungen der Bronzezeit, der Hallstattzeit und der Latènezeit.                 | D-3-6838-0039 |      |
| Leonberg (Standort) | Steinzeitliche Siedlung. | D-3-6838-0046 |      |
| Leonberg (Standort) | Steinzeitliche und latènezeitliche Siedlungen. | D-3-6838-0047 |      |
| Leonberg (Standort) | Siedlung der Frühlatènezeit. | D-3-6838-0065 |      |
| Leonberg (Standort) | Mesolithische Freilandstation, Siedlung der Frühlatènezeit. | D-3-6838-0066 |      |
| Leonberg (Standort) | Steinzeitliche Siedlung. | D-3-6838-0067 |      |
| Leonberg (Standort) | Siedlungen der Späthallstatt-/Frühlatènezeit und der karolingisch-ottonischen Zeit. | D-3-6838-0093 |      |
| Leonberg (Standort) | Frühneuzeitliche Wüstung Fingermühle. | D-3-6838-0170 |      |
| Leonberg (Standort) | Archäologische Befunde im Bereich der Katholischen Wallfahrtskirche St. Maria Dolorosa in Kappl, darunter die Spuren von Vorgängerbauten bzw. älteren Bauphasen.                                 | D-3-6838-0173 |      |
| Leonberg (Standort) | Archäologische Befunde im Bereich der Katholischen Wallfahrtskirche St. Michael in Kappl, darunter die Spuren von Vorgängerbauten bzw. älteren Bauphasen.                                        | D-3-6838-0174 |      |
| Leonberg (Standort) | Archäologische Befunde des Mittelalters und der frühen Neuzeit im Bereich der Katholischen Pfarrkirche St. Leonhard in Leonberg, darunter die Spuren von Vorgängerbauten bzw. älterer Bauphasen. | D-3-6838-0176 |      |
| Leonberg (Standort) | Archäologische Befunde im Bereich des Alten Schlosses in Leonberg, ehemals mittelalterliche Burg.                                                                                                | D-3-6838-0177 |      |
| Leonberg (Standort) | Archäologische Befunde der frühen Neuzeit im Bereich des neuen Schlosses mit zugehöriger Gartenanlage in Leonberg.                                                                               | D-3-6838-0179 |      |

### Gemarkung Maxhütte-Haidhof
| Lage                        | Objekt                                                     | Akten-Nr.     | Bild |
| --------------------------- | ---------------------------------------------------------- | ------------- | ---- |
| Maxhütte-Haidhof (Standort) | Steinzeitliche Siedlung.                                   | D-3-6738-0023 |      |
| Maxhütte-Haidhof (Standort) | Steinzeitliche Siedlung.                                   | D-3-6738-0063 |      |
| Maxhütte-Haidhof (Standort) | Bestattungsplatz des Mittelalters oder der frühen Neuzeit. | D-3-6838-0003 |      |
| Maxhütte-Haidhof (Standort) | Siedlung vor- und frühgeschichtlicher Zeitstellung.        | D-3-6838-0033 |      |
| Maxhütte-Haidhof (Standort) | Steinzeitliche Siedlung.                                   | D-3-6838-0049 |      |

### Gemarkung Pirkensee
| Lage                 | Objekt | Akten-Nr.     | Bild |
| -------------------- | --- | ------------- | ---- |
| Pirkensee (Standort) | Bestattungsplatz und Siedlung vor- und frühgeschichtlicher Zeitstellung. | D-3-6838-0032 |      |
| Pirkensee (Standort) | Archäologische Befunde im Bereich des Schlosses in Pirkensee mit dem zugehörigen Wirtschaftshof, der Schlosskapelle St. Anna und der barocken Gartenanlage, zuvor mittelalterliche Burganlage. | D-3-6838-0163 |      |

### Gemarkung Ponholzer Forst
| Lage                       | Objekt                                              | Akten-Nr.     | Bild |
| -------------------------- | --------------------------------------------------- | ------------- | ---- |
| Ponholzer Forst (Standort) | Vorgeschichtlicher Bestattungsplatz mit Grabhügeln. | D-3-6838-0002 |      |
| Ponholzer Forst (Standort) | Vorgeschichtlicher Bestattungsplatz mit Grabhügeln. | D-3-6838-0113 |      |

### Gemarkung Ponholz
| Lage               | Objekt                                                                                      | Akten-Nr.     | Bild |
| ------------------ | ------------------------------------------------------------------------------------------- | ------------- | ---- |
| Ponholz (Standort) | Endpaläolithische oder mesolithische Freilandstation, vor- und frühgeschichtliche Siedlung. | D-3-6838-0040 |      |
| Ponholz (Standort) | Siedlung vor- und frühgeschichtlicher Zeitstellung.                                         | D-3-6838-0042 |      |
| Ponholz (Standort) | Siedlung der vorgeschichtlichen Metallzeiten.                                               | D-3-6838-0094 |      |